# Alphonsus (inslagkrater)

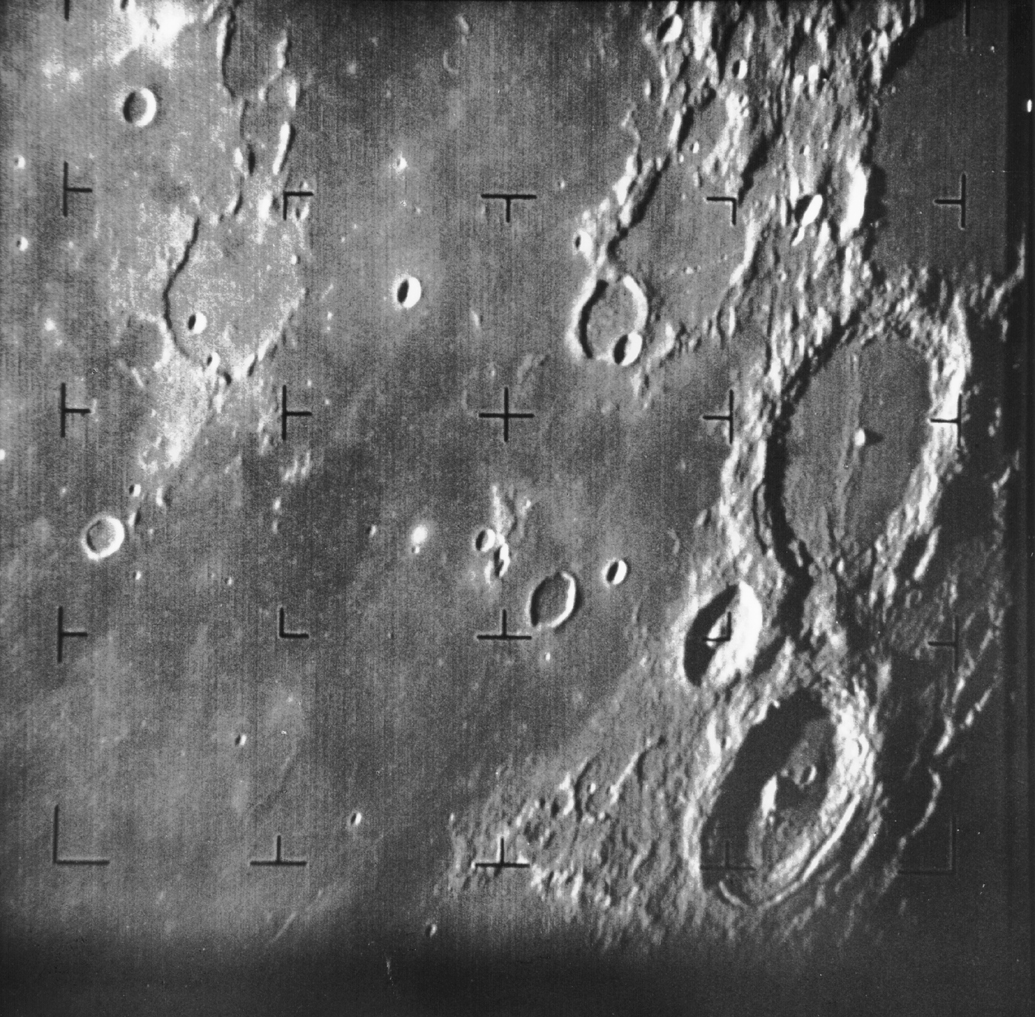
Alphonsus op de rechterzijde van de foto, genomen door de Ranger 7 (NASA-foto)

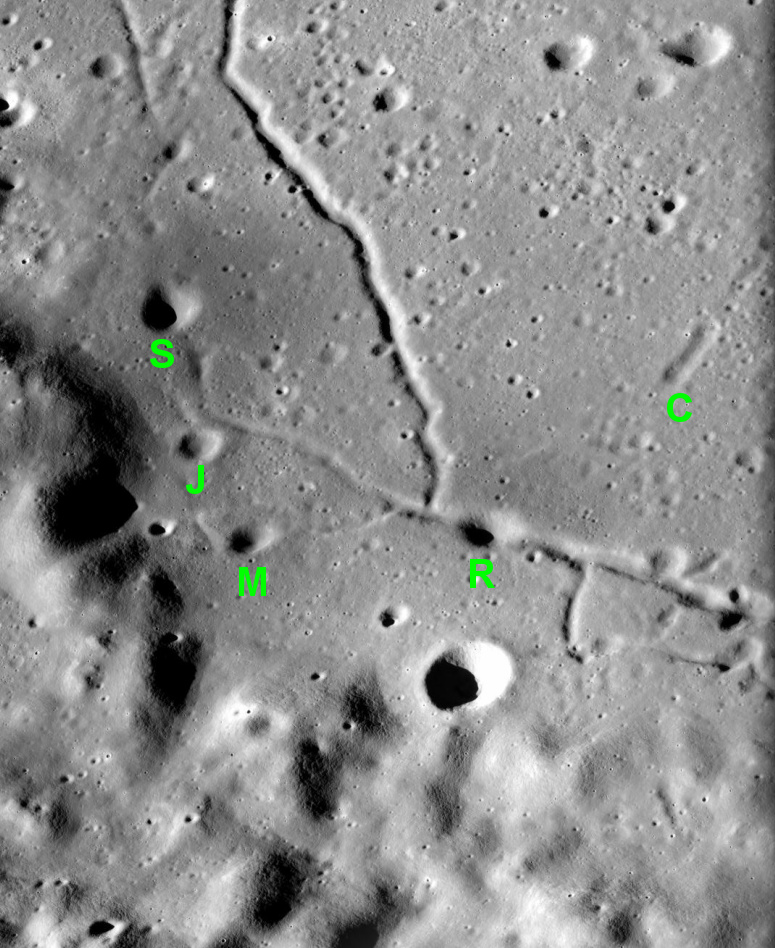
Vijf kraters binnenin: C = Chang-Ngo, R = Ravi, M = Monira, J = Jose, S = Soraya.

Alphonsus is een oude inslagkrater op de naar de Aarde toegekeerde kant van de Maan.

## Beschrijving
Het oppervlak van Alphonsus is onregelmatig langs de grens met de noordwaarts gelegen walvlakte Ptolemaeus. De buitenranden zijn licht vervormd en hebben een ietwat zeshoekige vorm. Een lage bergkam doorsnijdt de kraterbodem en omvat een steile centrale piek aangeduid met Alphonsus Alpha (α). Deze piramidevormige formatie heeft een hoogte van 1,5 kilometer en is niet vulkanisch van oorsprong, maar eerder bestaand uit anorthosiet zoals de maanhooglanden zelf. De bodem wordt doorlopen door verscheidene rilles en bevat vijf kleinere kegelvormige kraters die door sommigen als vulcanisch worden gezien hoewel anderen denken dat ze zijn veroorzaakt door inslagen waarbij donker maremateriaal onder de regoliet naar boven gekomen is.

## Locatie
Alphonsus heeft een diameter van 111 km en bevindt zich op de voorkant van de maan. De krater is gelegen op de maanhooglanden aan de oostkant van Mare Nubium, ten westen van de Imbrian-hooglanden en overlapt enigszins de walvlakte Ptolemaeus in het noorden. In het zuidwesten ligt de kleinere inslagkrater Alpetragius.

## Naamgeving
Alphonsus is genoemd naar koning Alfons X van Castilië. De krater kreeg zijn naam door Giovanni Battista Riccioli, wiens nomenclatuursysteem uit 1651 gestandaardiseerd werd. Oorspronkelijk kreeg hij de naam "Alphonsus Rex" ('Koning Alfonso') maar 'Rex' viel later weg. Eerdere maankartografen gaven de krater verschillende namen. Op de maankaart van Michael van Langren uit 1645 heet de krater "Ludovici XIV, Reg. Fran." naar koning Lodewijk XIV van Frankrijk en Johannes Hevelius noemde de krater "Mons Masicytus".

## Transient Lunar Phenomena(TLP)
Het gebied van Aristarchus is een zogenaamde hot spot wat betreft het optreden van kortstondige vreemdsoortige optische verschijnselen, zoals roodgekleurde wolken die uit de krater komen. Op 26 oktober 1956 merkte de maanastronoom Dinsmore Alter enige vervaging op van de rillen op de bodem van Alphonsus op de foto's die hij maakte in violet licht. Dezelfde vervaging trad niet op bij de infraroodfoto's die hij tegelijkertijd maakte. Maar weinig professionele astronomen vonden dit bewijs van vulkanische activiteit op de maan zeer overtuigend.

## Ranger 9
Op woensdag 24 maart 1965, om 6 uur 8 minuten 20 seconden voormiddag Pacific Standard Time, sloeg de Amerikaanse sonde Ranger 9 in nabij Rimae Alphonsus, ten noordoosten van de centrale piek Alphonsus Alpha (Alphonsus α). De inslagplaats van Ranger 9 (binnen de cirkelvormige begrenzing van Alphonsus) is daarmee een van de meest gemakkelijke van alle inslag- en landingsplaatsen om op te sporen m.b.v. elk type amateurtelescoop. De groep relatief grote kraters bestaande uit Alphonsus, Albategnius, Arzachel, en Ptolemaeus vormt een opvallend en in het oog springend gebied iets ten zuiden van het centrum van de naar de Aarde toegekeerde kant van de Maan.

## Inwendige kraters
In het noordoostelijke deel van de krater bevinden zich vijf kleine inslagkraters die door de IAU benaamd werden.
| Krater    | Coördinaten      | Diameter | Naamgeving                     |
| --------- | ---------------- | -------- | ------------------------------ |
| Chang-Ngo | 12,7° ZB 2,1° WL | 3 km     | Chinese godin van de maan      |
| José      | 12,7° ZB 1,6° WL | 2 km     | Spaanse mannelijke voornaam    |
| Monira    | 12,6° ZB 1,7° WL | 2 km     | Arabische vrouwelijke voornaam |
| Ravi      | 12,5° ZB 1,9° WL | 2,5 km   | Indische mannelijke voornaam   |
| Soraya    | 12,9° ZB 1,9° WL | 2 km     | Perzische vrouwelijke voornaam |

## Satellietkraters van Alphonsus
Rondom Alphonsus bevinden zich verscheidene kleinere kraters, waarvan er waarschijnlijk veel secundaire kraters zijn, dat wil zeggen dat ze zijn gevormd door de inslag van grote brokken door de primaire inslag weggeslingerd materiaal.
| Alphonsus | Breedtegraad | Lengtegraad | Diameter |
| --------- | ------------ | ----------- | -------- |
| A         | 14,8° ZB     | 2,3° WL     | 4 km     |
| B         | 13,2° ZB     | 0,2° WL     | 24 km    |
| C         | 14,4° ZB     | 4,8° WL     | 4 km     |
| D         | 15,1° ZB     | 0,8° WL     | 23 km    |
| G         | 12,3° ZB     | 3,3° WL     | 4 km     |
| H         | 15,6° ZB     | 0,5° WL     | 8 km     |
| J         | 15,1° ZB     | 2,5° WL     | 8 km     |
| K         | 12,5° ZB     | 0,1° WL     | 20 km    |
| L         | 12° ZB       | 3,7° WL     | 4 km     |
| R         | 14,4° ZB     | 1,9° WL     | 3 km     |
| X         | 15° ZB       | 4,4° WL     | 5 km     |
| Y         | 14,7° ZB     | 1,8° WL     | 3 km     |